# Jan Rypka

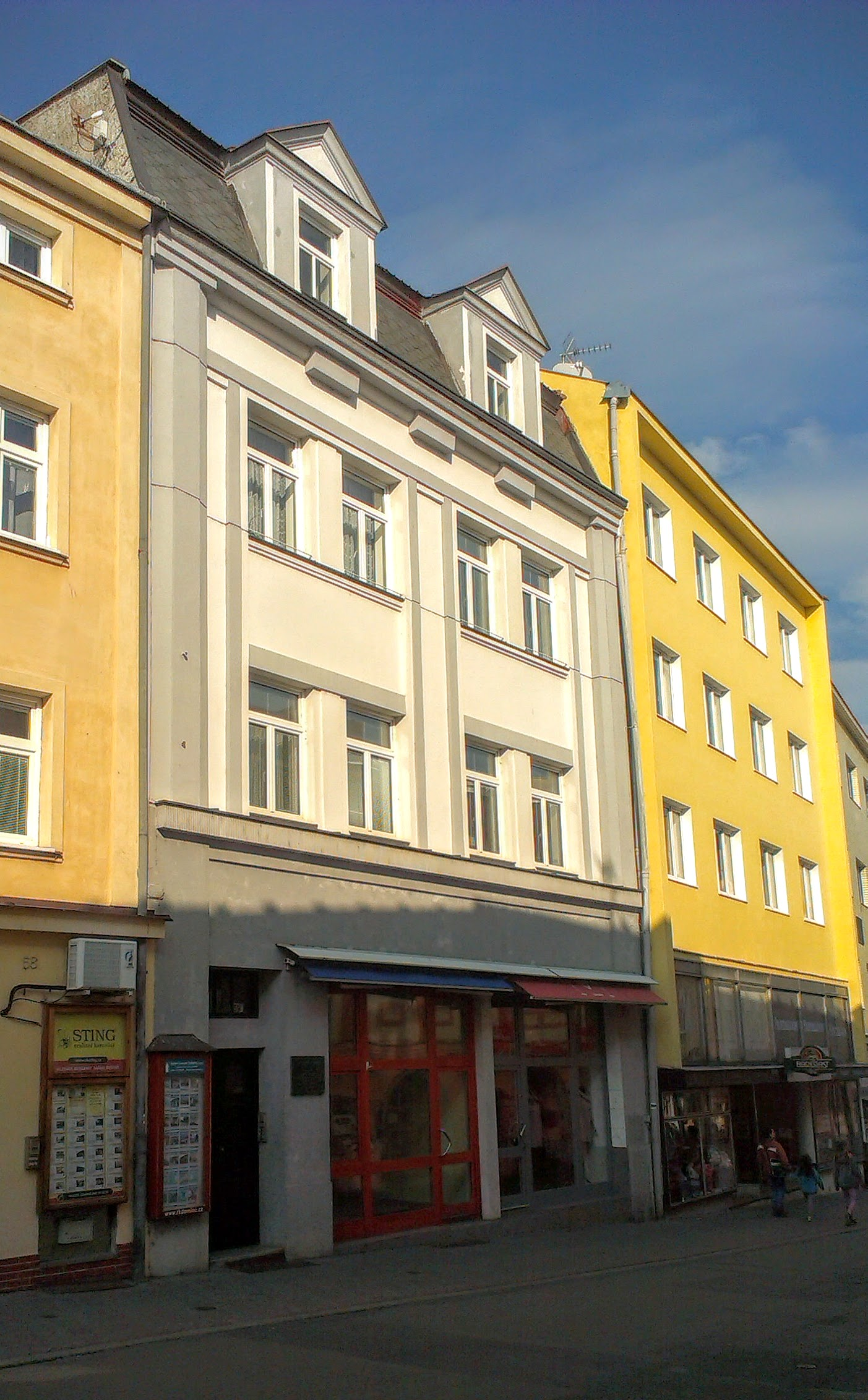
Geburtshaus in Kroměříž

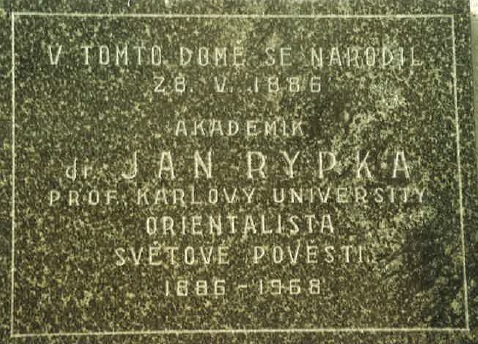
In diesem Haus wurde am 28. Mai 1886 der Akademiker Dr. Jan Rypka geboren, Prof. an der Karls-Universität, weltberühmter Orientalist 1886–1968 (Gedenktafel am Geburtshaus in Kroměříž)

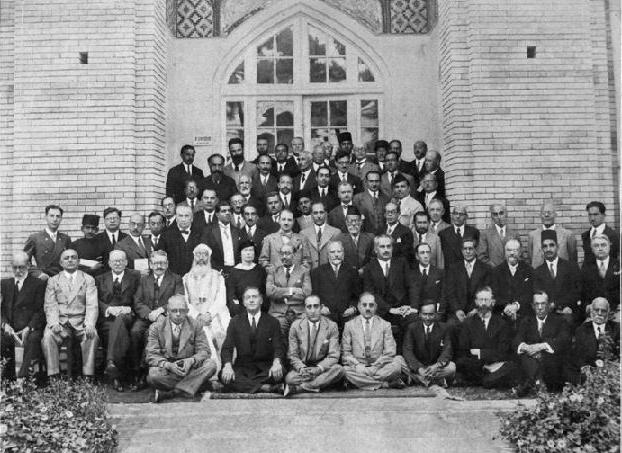
Ferdowsi Millennial Congress, Teilnehmer am Eingang des Dār-al-fonūn-Auditoriums, Teheran

Jan Rypka (geb. 28. Mai 1886 in Kroměříž; gest. 29. Dezember 1968 in Prag) war ein tschechischer Orientalist, Turkologe und Iranist. Er war Inhaber des Lehrstuhls der Iranologie und Turkologie an der Philosophischen Fakultät der Karls-Universität Prag.

## Biografie
Jan Rypka wurde als Sohn eines kleinen Kaufmanns geboren und machte sein Abitur am Gymnasium in Kroměříž. Er absolvierte sein Studium an der Universität Wien und studierte bei prominenten Spezialisten – insbesondere Adolf Wahrmund und Joseph von Karabacek. Ab 1909 veröffentlichte er Übersetzungen aus dem Türkischen und Persischen (insbesondere aus Dschāmi), 1910 verteidigte er seine These über das Schaffen Saadis. Ab 1920 arbeitete er in Prag. 1930 wurde er Professor an Philosophischen Fakultät der Karls-Universität.
Sein Hauptthema war in dieser Zeit das Werk des bedeutenden mittelalterlichen persischen Dichters Nezami. Rypka war eines der ersten 34 ernannten Mitglieder des Prager Orientalischen Instituts (Orientální ústav; ernannt im November 1927 von T. G. Masaryk).
1934 war er auf Einladung der iranischen Regierung in Teheran, er war einer der Teilnehmer der Firdausi-Jahrtausendfeier und wurde zum Mitglied der Akademie für Persische Sprache und Literatur gewählt. Er hielt sich bis 1935 im Iran auf.
1939 wurde Rypka zum Dekan der Philosophischen Fakultät der Karls-Universität ernannt. In dieser Zeit, auch nach der Schließung der tschechischen Universitäten durch die Nationalsozialisten, konzentrierte er sich in seiner wissenschaftlichen Arbeit hauptsächlich auf die Arbeit der persischen Dichter Labibi und Farruchi. Nach dem Zweiten Weltkrieg trug er wesentlich zur Wiederherstellung der Fakultät bei.
Er lehrte an der Sorbonne und der École nationale des langues orientales in Paris (1946) und war Gründungsmitglied der Tschechoslowakischen Akademie der Wissenschaften (1953).
Rypka ist Verfasser zahlreicher Werke. Seine Geschichte der iranischen Literatur ist das berühmteste. Er schrieb dieses Buch in tschechischer Sprache; dabei trägt es im Original den Titel Geschichte der persischen und tadschikischen Literatur. Tadschikisch ist eine in Zentralasien, damals im Süden der Sowjetunion, gesprochene Varietät des Persischen, die seit 1939/40 mit kyrillischer Schrift geschrieben wird. Rypkas Hauptwerk wurde aufgrund seiner Bedeutung ins Deutsche, Englische und Persische übersetzt. Er war auch einer der Autoren der Cambridge History of Iran. Er schrieb auch auf Deutsch.
Rypka hatte zwei Doktortitel: einen Doktortitel in Geisteswissenschaften und einen Doktortitel in Naturwissenschaften. Er war Ehrendoktor der Teheraner und der Warschauer Universität.
Die philologischen Übersetzungen Rypkas dienten auch als Grundlage für die poetische Übersetzung persischer Poesie (z. B. Nezami, Omar Khayyam) ins Tschechische, darunter auch die von Vítězslav Nezval.

## Publikationen (Auswahl)
- Dějiny perské a tádžické literatury [Geschichte der persischen und tadschikischen Literatur]. Praha 1956
  - Iranische Literaturgeschichte. Unter Mitwirkung von Otakar Klíma, Věra Kubíčková, Jiří Bečka, Jiří Cejpek, Ivan Hrbek. Die Herausgabe und Redaktion der ergänzten und erweiterten deutschen Ausgabe besorgte Heinrich F. J. Junker. (= Iranische Texte und Hilfsbücher. Band 4). Otto Harrassowitz, Leipzig, 1959 (gegenüber der tschechischen Originalausgabe von 1956 ergänzt und erweitert)
  - Jan Rypka and others: History of Iranian literature. Written in collaboration with Otakar Klíma, Věra Kubíčková, Felix Taure, Jiří Bečka, Jiří Cejpek, Jan Marek, I. Hrbek and J. T. P. de Bruijn. Edited by Jahn Karl. Dordrecht: D. Reidel Publishing Co., [1968]. Guilders 130.

- Türkisch. – Berlin-Schöneberg : Langenscheidt, 1954, Neubearb. 2., durchges. Aufl.

- O knihách, knihovnách a knihomilech na východě. [Über Bücher, Bibliotheken und Buchhandlungen im Osten] [Prag] : Nákl. vl., [1941]

- Báqí als Ghazeldichter. Prag : Facultas philosoph. Univers. Carol., 1926

- Beiträge zur Biographie, Charakteristik und Interpretation des türkischen Dichters Sábit. Prag : Filosof. Fakulta University Karlovy. Tl. 1, 1924

- (Nachwort) Omar Chaijam. - Durchblättert ist des Lebens Buch. Vierzeiler vom Omar Chajjam. Nachdichtung von Martin Remané. Ausgewählt, aus dem Persischen übersetzt u. mit Anmerkungen versehen von Bozorg Alavi. Mit Nachworten von Jan Rypka u. Bozorg Alavi. Berlin, Rütten & Loening, 1983.